# Tallud-Sainte-Gemme
Tallud-Sainte-Gemme ist eine französische Gemeinde mit 447 Einwohnern (Stand: 1. Januar 2022) im Département Vendée in der Region Pays de la Loire; Tallud-Sainte-Gemme gehört zum Arrondissement Fontenay-le-Comte und zum Kanton Les Herbiers (bis 2015: Kanton Pouzauges). Die Einwohner werden Gemmois genannt.

## Geographie
Tallud-Sainte-Gemme liegt etwa 41 Kilometer östlich von La Roche-sur-Yon. Der Fluss Maine begrenzt die Gemeinde im Norden. Umgeben wird Tallud-Sainte-Gemme von den Nachbargemeinden Chavagnes-les-Redoux im Norden und Nordwesten, La Meilleraie-Tillay im Norden, Réaumur im Nordosten, Saint-Germain-l’Aiguiller im Osten, Mouilleron-en-Pareds im Südosten sowie Bazoges-en-Pareds im Süden und Westen.

## Bevölkerungsentwicklung
| Jahr                      | 1962 | 1968 | 1975 | 1982 | 1990 | 1999 | 2006 | 2012 |
| Einwohner                 | 479  | 417  | 362  | 302  | 351  | 376  | 415  | 471  |
| Quelle: Cassini und INSEE |      |      |      |      |      |      |      |      |